# Leichtathletik-Europameisterschaften 2010/3000 m Hindernis der Männer

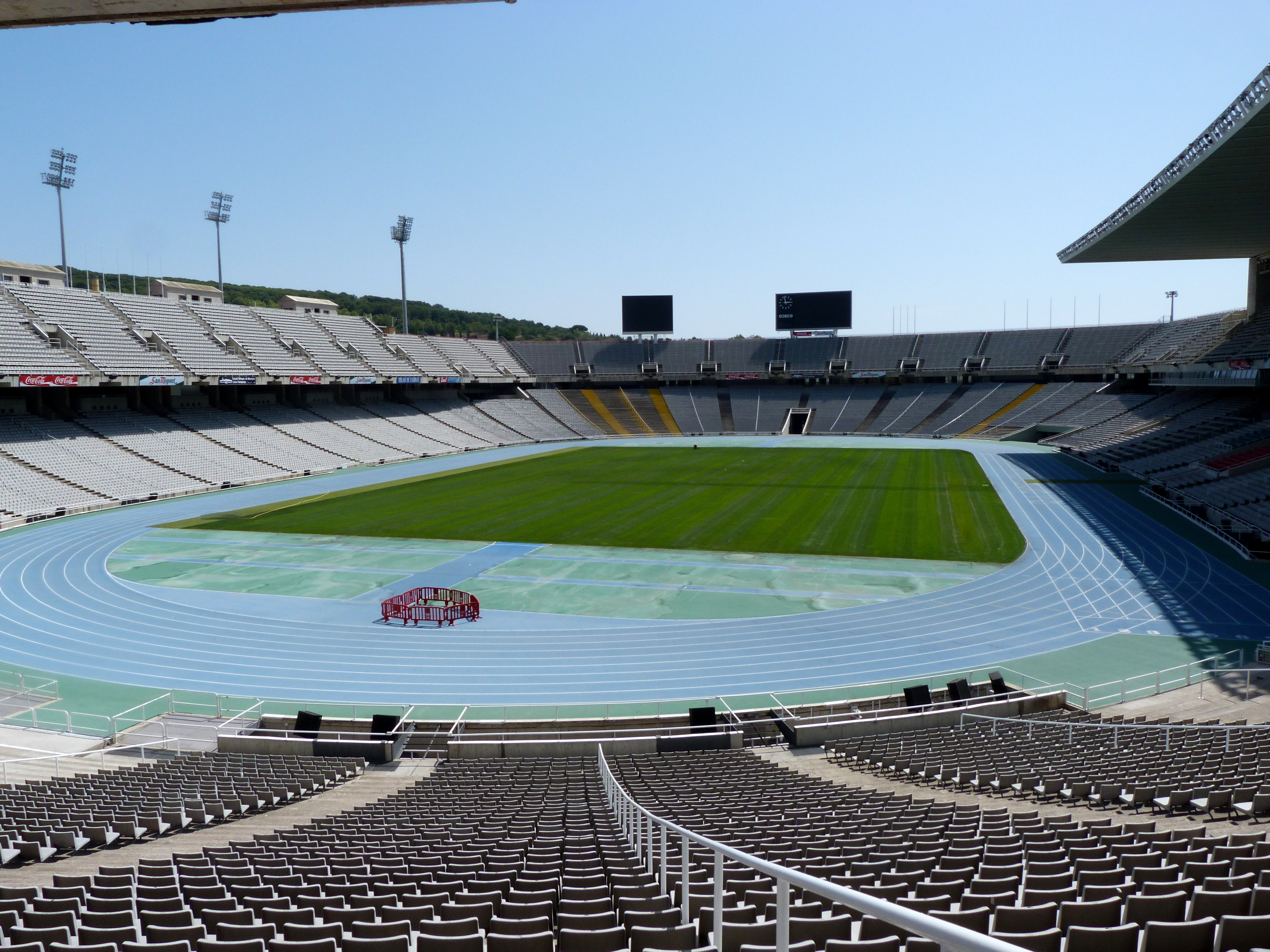
Das Olympiastadion Estadi Olímpic Lluís Companys
Barcelona im Jahr 2012

Der 3000-Meter-Hindernislauf der Männer bei den Leichtathletik-Europameisterschaften 2010 wurde am 30. Juli und 1. August 2010 im Olympiastadion Estadi Olímpic Lluís Companys der spanischen Stadt Barcelona ausgetragen.
In diesem Wettbewerb errangen die französischen Hindernisläufer einen Doppelsieg. Europameister wurde der Olympiazweite von 2008 Mahiedine Mekhissi-Benabbad. Silber gewann der WM-Dritte von 2009, EM-Dritte von 2006 und Europarekordinhaber Bouabdellah Tahri. Der Moldawier Iwan Lukjanow kam auf den dritten Platz.

## Rekorde

### Bestehende Rekorde
| Weltrekord           | 7:53,63 min | Saif Saaeed Shaheen | Brüssel, Belgien       | 3. September 2004 |
| Europarekord         | 8:01,18 min | Bouabdellah Tahri   | WM Berlin, Deutschland | 18. August 2009   |
| Meisterschaftsrekord | 8:12,66 min | Francesco Panetta   | EM Split, Jugoslawien  | 30. August 1990   |

### Rekordverbesserung
Der französische Europameister Mahiedine Mekhissi-Benabbad verbesserte den bestehenden EM-Rekord im Finale am 1. August um 4,89 Sekunden auf 8:07,87 min. Zum Europarekord fehlten ihm 6,69 s, zum Weltrekord 14,24 s.

## Doping
In diesem Wettbewerb traten zwei Dopingfälle auf.
- Der Spanier José Luis Blanco, zunächst Dritter, wurde bei den spanischen Meisterschaften im Juli 2010 positiv auf EPO getestet. Sein EM-Resultat wurde annulliert und er wurde bis zum 26. Oktober 2012 gesperrt.[3]
- Dem Russen Ildar Minschin, zunächst Sechster, wurde nachträglich die Einnahme verbotener Substanzen im August 2009 nachgewiesen. Er wurde für zwei Jahre gesperrt, sein EM-Ergebnis wurde ihm aberkannt.[4]

Leidtragende waren vor allem drei Athleten:
- Der Moldawier Iwan Lukjanow konnte nicht an der Siegerehrung teilnehmen und erhielt seine Bronzemedaille erst mit Verspätung.
- Der Schwede Mustafa Mohamed wäre mit seiner Zeit für das Finale qualifiziert gewesen, an dem er wegen der erst nachträglichen Disqualifikation der Dopingsünder nicht teilnehmen konnte.
- Aus demselben Grund wurde auch dem Polen Hubert Pokrop die Finalteilnahme verwehrt.

## Legende
Kurze Übersicht zur Bedeutung der Symbolik – so üblicherweise auch in sonstigen Veröffentlichungen verwendet:
| CR  | Championshiprekord                       |
| DNF | Wettkampf nicht beendet (did not finish) |
| DOP | wegen Dopingvergehens disqualifiziert    |

## Vorrunde
Die Vorrunde wurde in zwei Läufen durchgeführt. Die ersten vier Athleten pro Lauf – hellblau unterlegt – sowie die darüber hinaus vier zeitschnellsten Läufer – hellgrün unterlegt – qualifizierten sich für das Finale.

### Vorlauf 1

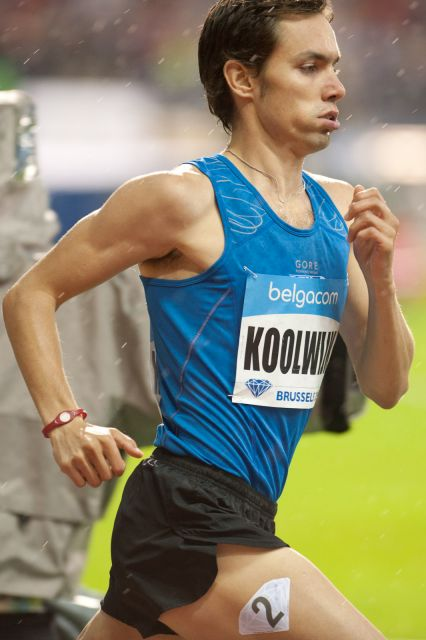
Mit seinem fünften Rang im ersten Vorlauf verpasste Krijn Van Koolwyk den Finaleinzug

30. Juli 2010, 11:40 Uhr
| Platz | Name                      | Nation      | Zeit (min)                                     |
| ----- | ------------------------- | ----------- | ---------------------------------------------- |
| 1     | Bouabdellah Tahri         | Frankreich  | 8:30,11                                        |
| 2     | Steffen Uliczka           | Deutschland | 8:30,61                                        |
| 3     | Bjørnar Ustad Kristensen  | Norwegen    | 8:30,91                                        |
| 4     | Hubert Pokrop             | Polen       | 8:32,77 eigentlich für das Finale qualifiziert |
| 5     | Krijn Van Koolwyk         | Belgien     | 8:33,00                                        |
| 6     | Ángel Mullera             | Spanien     | 8:37,38                                        |
| 7     | Vincent Zouaoui-Dandrieux | Frankreich  | 8:38,33                                        |
| 8     | Pedro Ribeiro             | Portugal    | 8:45,18                                        |
| 9     | Joonas Harjamäki          | Finnland    | 8:47,25                                        |
| 10    | Josep Sansa               | Andorra     | 9:24,39                                        |
| DOP   | José Luis Blanco          | Spanien     | beide Läufer für das Finale zugelassen         |
| DOP   | Ildar Minschin            | Russland    | beide Läufer für das Finale zugelassen         |

### Vorlauf 2

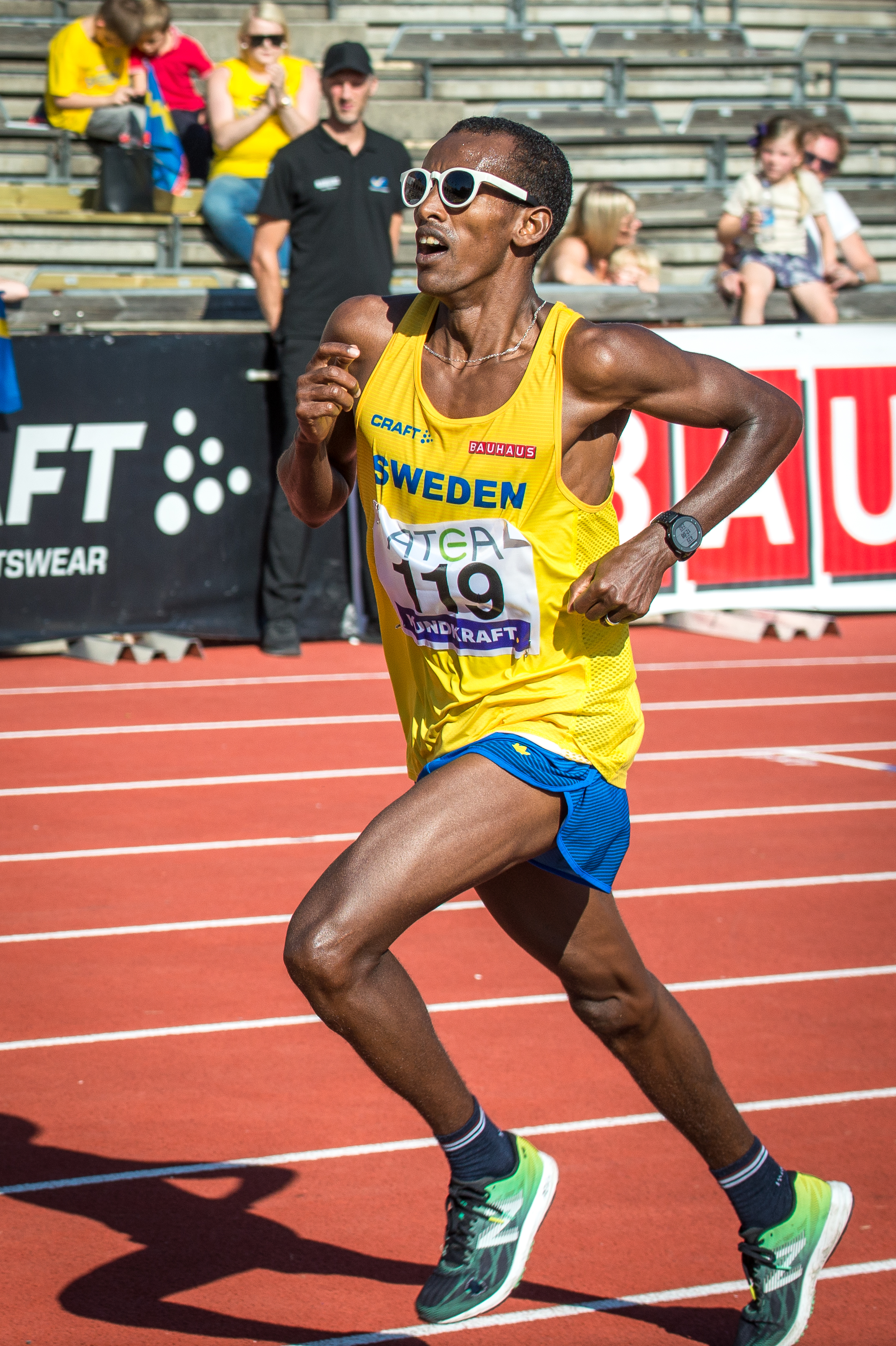
Mustafa Mohamed – über seine Zeit eigentlich für das Finale qualifiziert, an der Teilnahme jedoch gehindert durch die beiden Dopingsünder
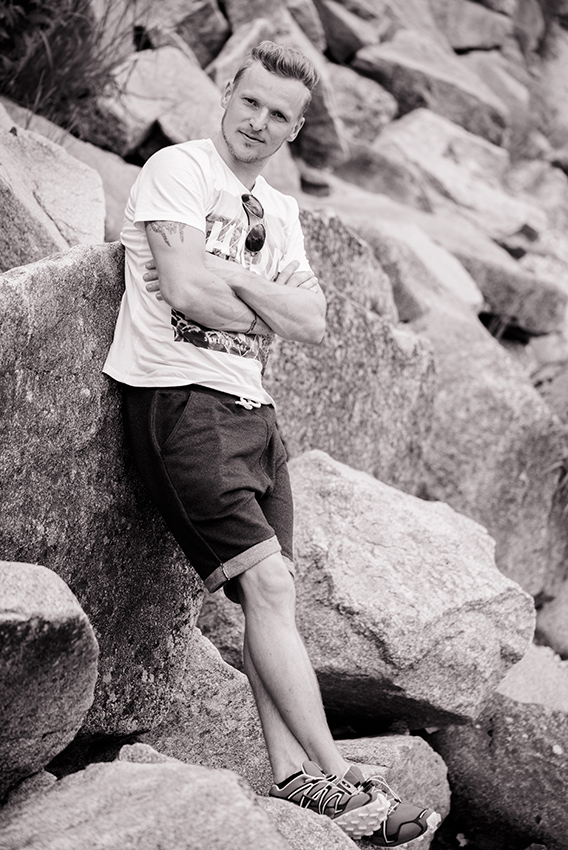
Martin Pröll, Siebter und Neunter der beiden vorangegangenen Europameisterschaften, schaffte es diesmal nicht ins Finale
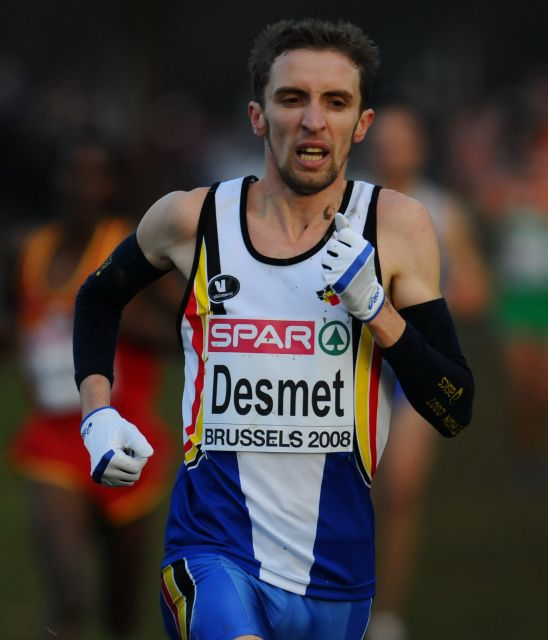
Pieter Desmet kam im zweiten Vorlauf nicht ins Ziel

30. Juli 2010, 11:55 Uhr
| Platz | Name                        | Nation     | Zeit (min)                                     |
| ----- | --------------------------- | ---------- | ---------------------------------------------- |
| 1     | Mahiedine Mekhissi-Benabbad | Frankreich | 8:27,32                                        |
| 2     | Iwan Lukjanow               | Moldau     | 8:29,49                                        |
| 3     | Tomasz Szymkowiak           | Polen      | 8:30,02                                        |
| 4     | Alberto Paulo               | Portugal   | 8:30,26                                        |
| 5     | Boštjan Buč                 | Slowenien  | 8:31,08                                        |
| 6     | Eliseo Martín               | Spanien    | 8:31,71                                        |
| 7     | Andrei Farnosow             | Russland   | 8:31,88                                        |
| 8     | Mustafa Mohamed             | Schweden   | 8:32,05 eigentlich für das Finale qualifiziert |
| 9     | Janne Ukonmaanaho           | Finnland   | 8:33,48                                        |
| 10    | Martin Pröll                | Österreich | 8:41,63                                        |
| 11    | Mário Teixeira (Läufer)     | Portugal   | 8:42,53                                        |
| DNF   | Pieter Desmet               | Belgien    |                                                |

## Finale
1. August 2010, 20:15 Uhr
| Platz | Name                        | Nation      | Zeit (min) |
| ----- | --------------------------- | ----------- | ---------- |

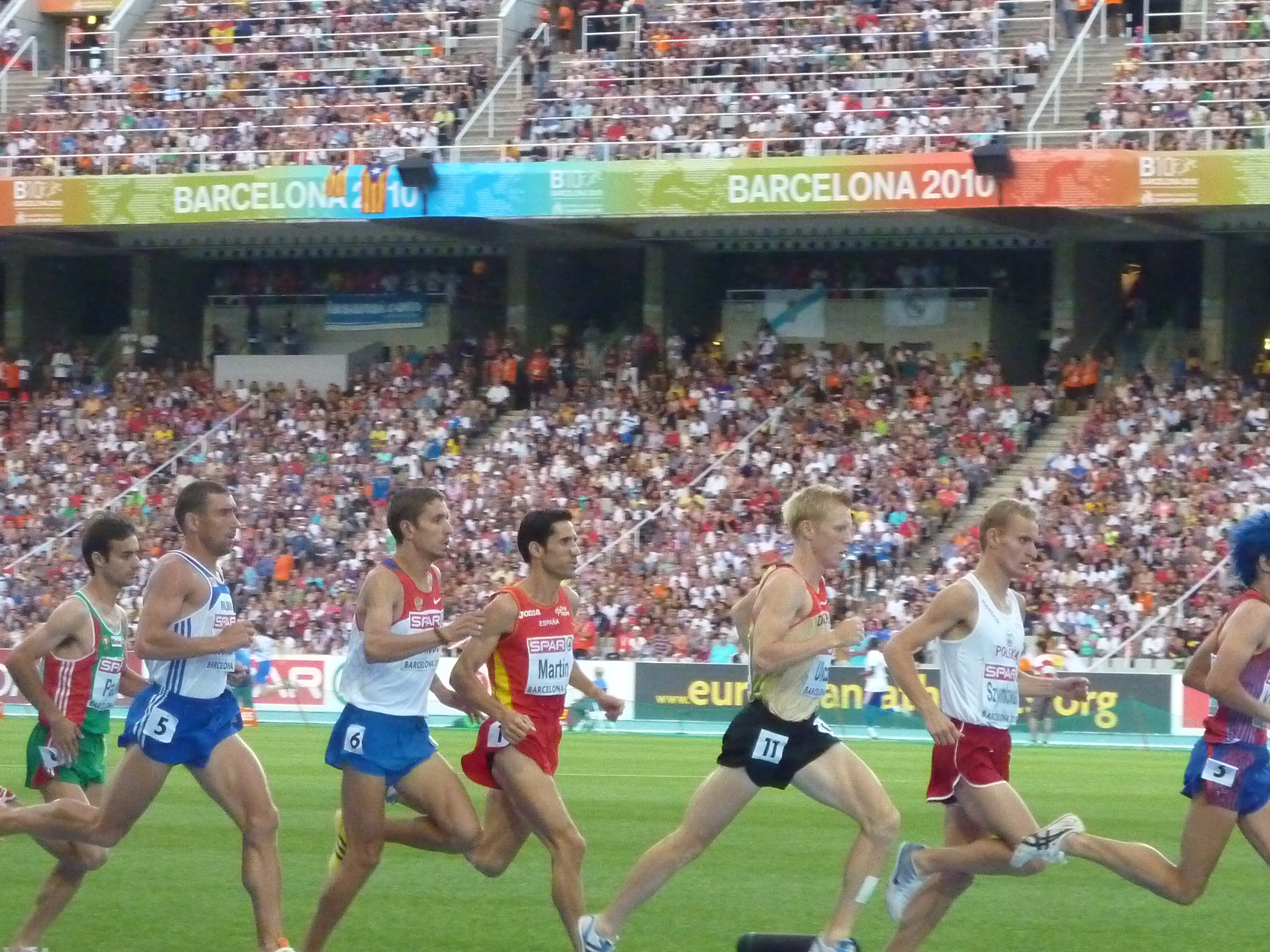
Finale über 3000 m Hindernis

| 1     | Mahiedine Mekhissi-Benabbad | Frankreich  | 8:07,87 CR |
| 2     | Bouabdellah Tahri           | Frankreich  | 8:09,28    |
| 3     | Iwan Lukjanow               | Moldau      | 8:19,64    |
| 4     | Tomasz Szymkowiak           | Polen       | 8:23,37    |
| 5     | Steffen Uliczka             | Deutschland | 8:25,39    |
| 6     | Eliseo Martín               | Spanien     | 8:27,49    |
| 7     | Bjørnar Ustad Kristensen    | Norwegen    | 8:27,89    |
| 8     | Alberto Paulo               | Portugal    | 8:28,08    |
| 9     | Andrei Farnosow             | Russland    | 8:37,52    |
| 10    | Boštjan Buč                 | Slowenien   | 8:48,83    |
| DOP   | José Luis Blanco            | Spanien     |            |
| DOP   | Ildar Minschin              | Russland    |            |

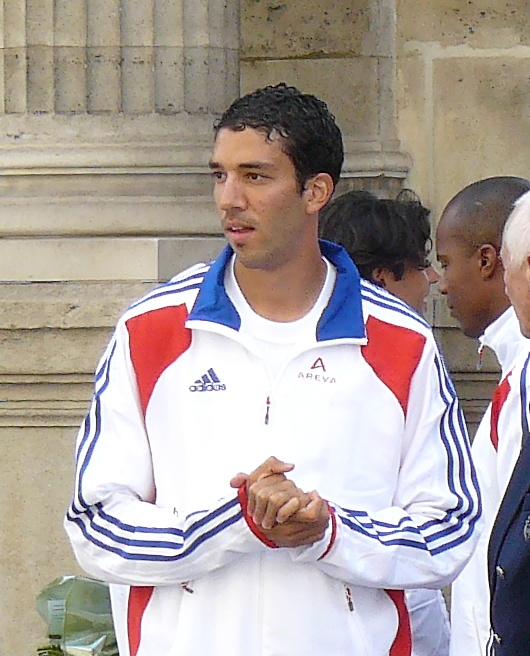
Mahiedine Mekhissi-Benabbad, nach olympischem Silber 2008 nun Europameister – weitere Erfolge sollten noch folgen
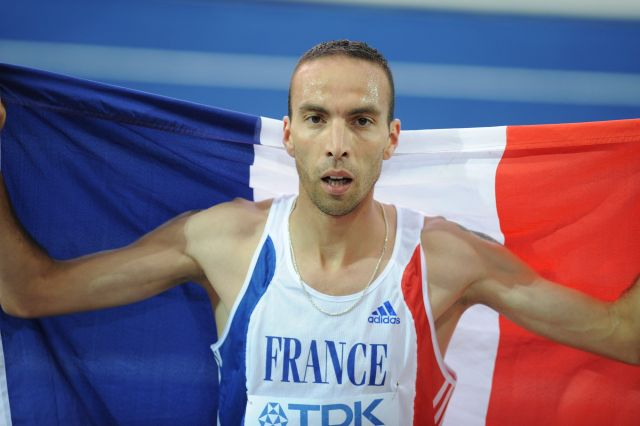
Bouabdellah Tahri, 2009 WM-Dritter, 2006 EM-Dritter und Europarekordinhaber, wurde Vizeeuropameister
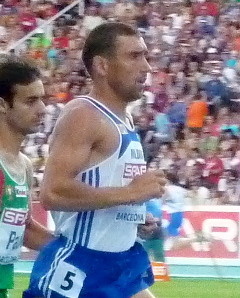
Bronzemedaillengewinner Iwan Lukjanow
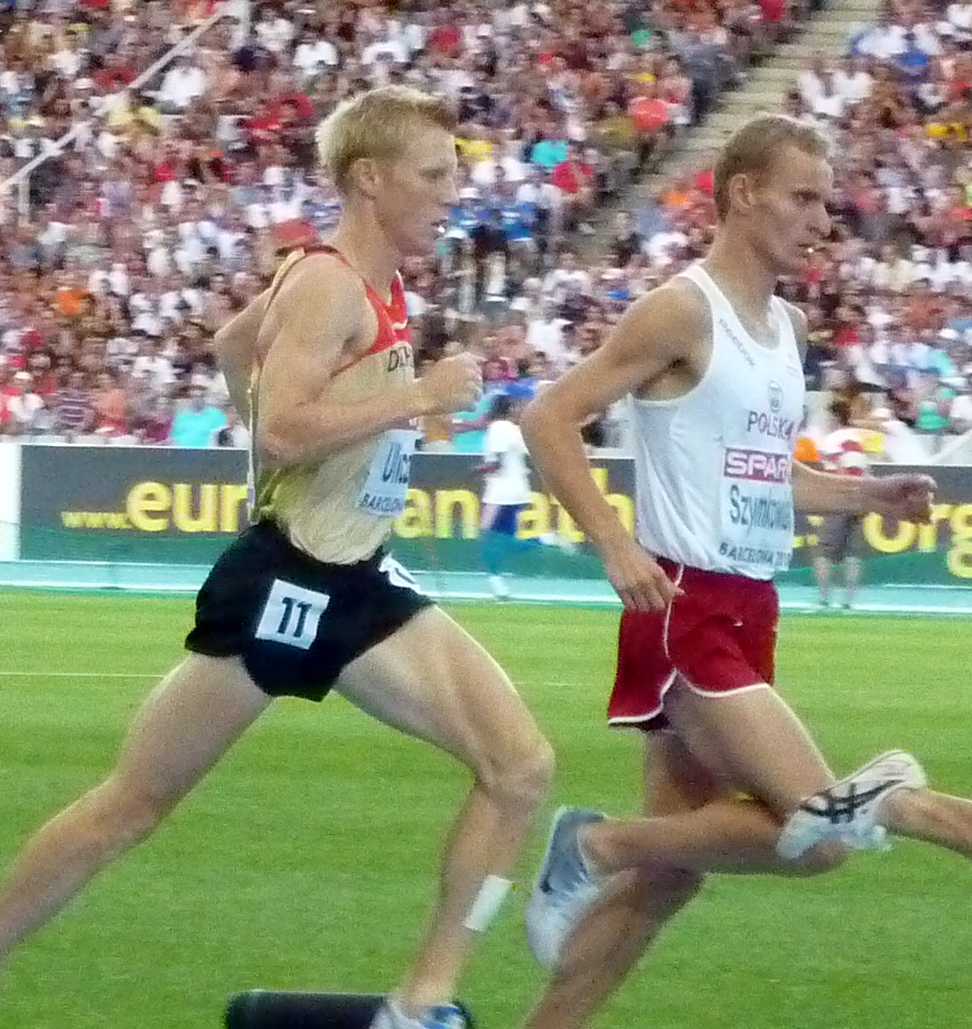
Tomasz Szymkowiak (rechts) wurde Vierter, der hinter ihm liegende Steffen Uliczka kam auf den fünften Platz

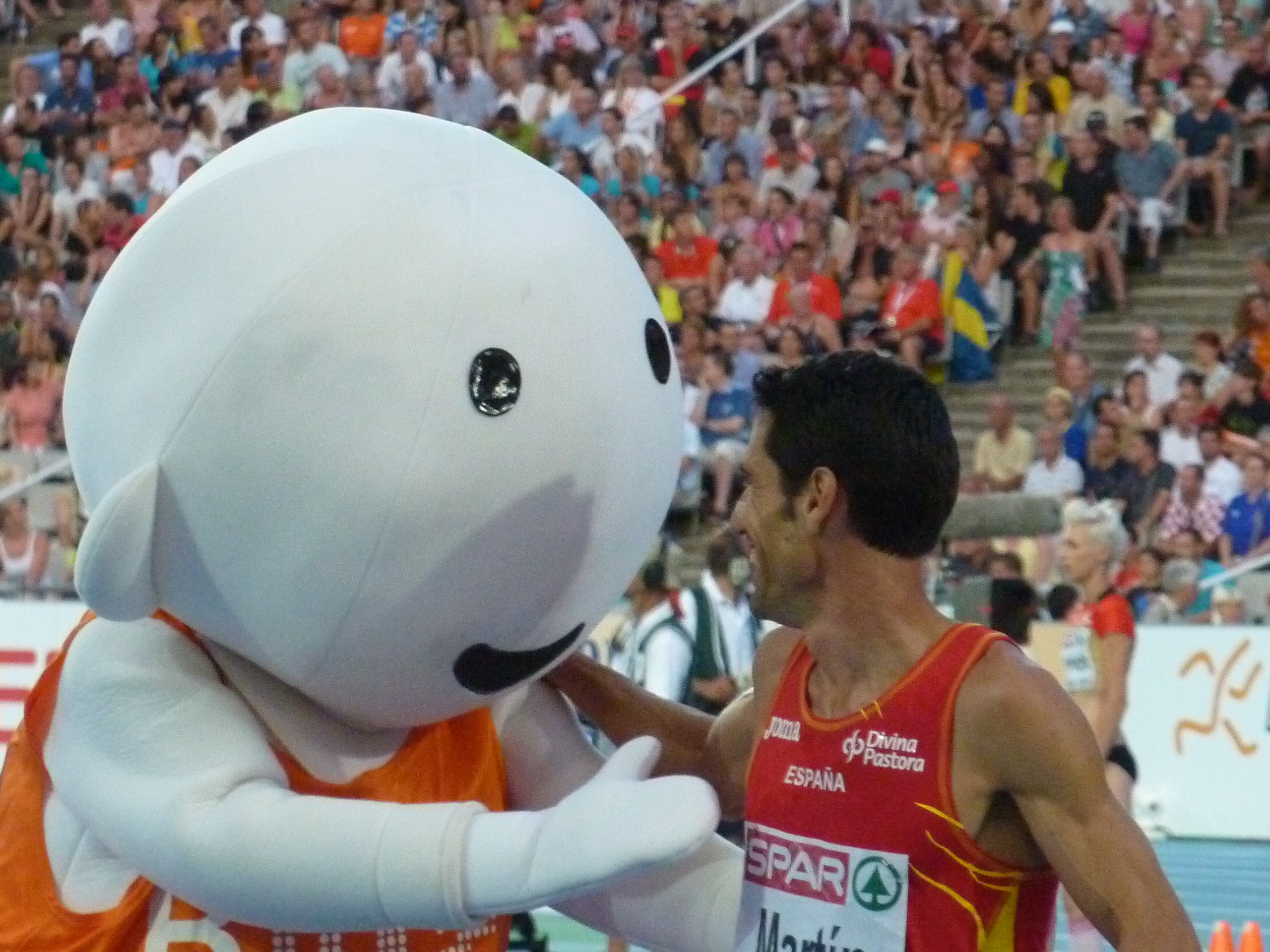
Eliseo Martín – Rang sechs
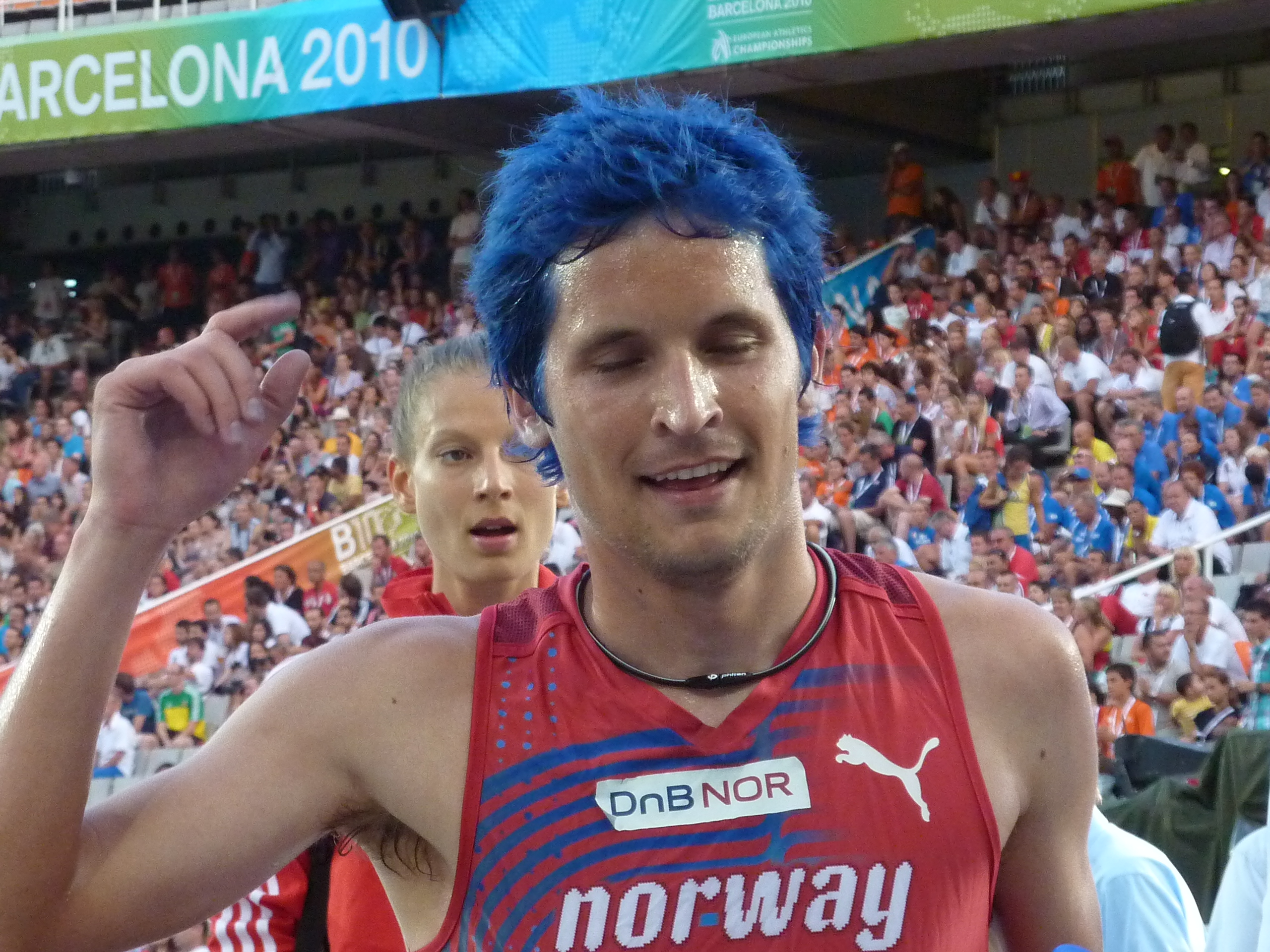
Der siebtplatzierte Bjørnar Ustad Kristensen
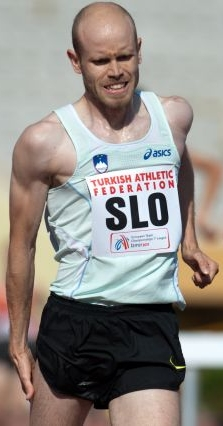
Boštjan Buč – Zehnter
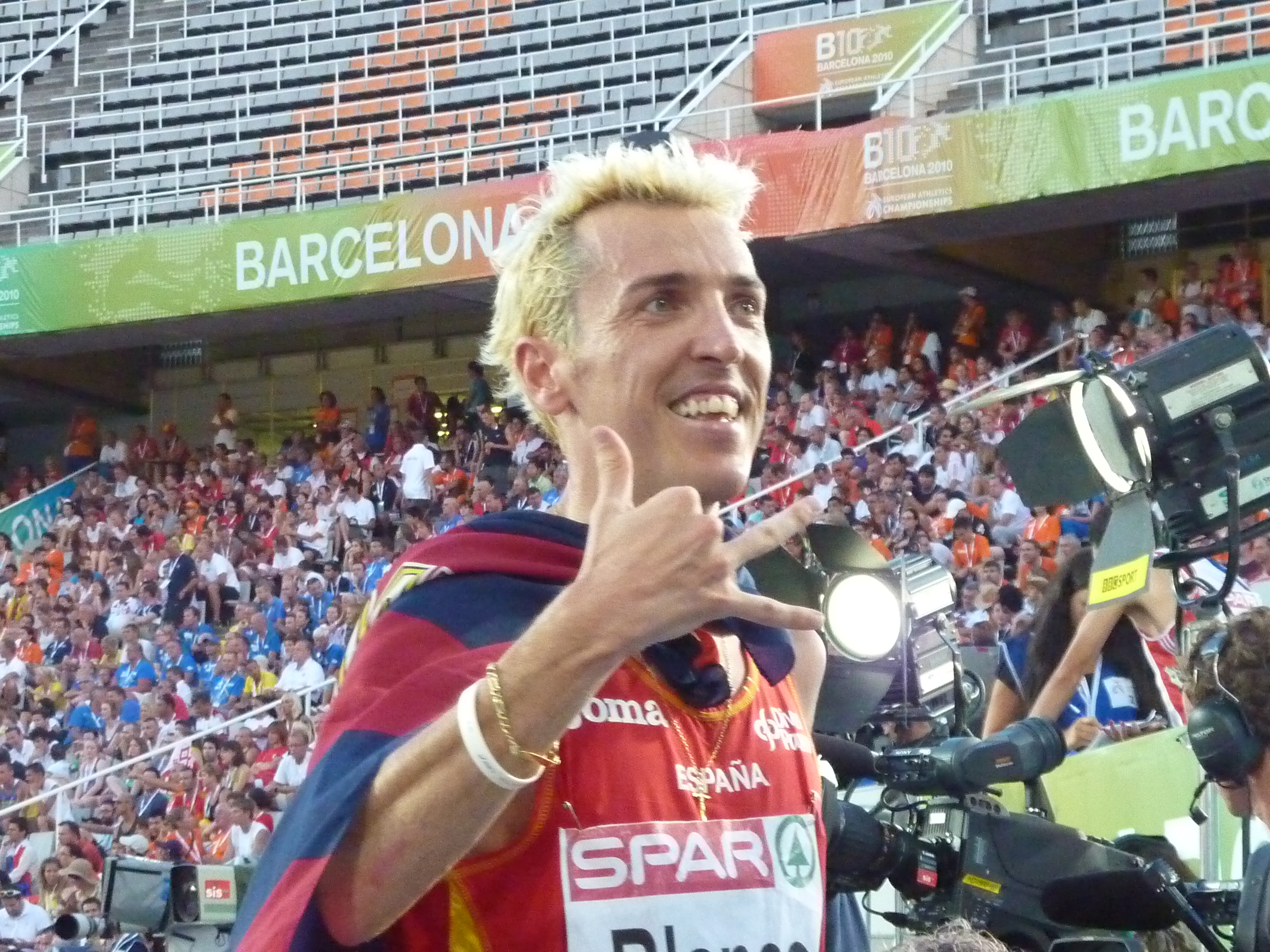
Dopingsünder José Luis Blanco nach dem Gewinn der Bronzemedaille, die ihm später aberkannt wurde

## Videolink
- Men's 3000m Steeplechase Final | Barcelona 2010, youtube.com, abgerufen am 14. Februar 2023